# 皇家方舟號水上飛機母艦
皇家方舟號水上飛機母艦（英語： HMS Ark Royal ）是第一艘作為水上飛機母艦而設計和建造的船艦。1914年龍骨鋪設不久後被皇家海軍收購，由於船隻只有框架; 這使得該船容許幾乎完全被修改，以適應水上飛機母艦的設計。第一次世界大戰皇家方舟號與她的飛機在1915年初參加了加里波利之戰進行空中偵察和觀察任務。她的飛機後來在1916年支援馬其頓前線的英軍部隊, 在她回到達達尼爾海峽之前, 她充當了在該地區作業的所有水上飛機的倉庫船。1918 年 1 月從達達尼爾海峽上突圍攻擊該地區的同盟國船隻時, 她的幾架飛機對德國戰艦 SMS Goeben進行了一次失敗的攻擊。該船稍候離開該地區前去支援在愛琴海南部的反潛巡邏任務。
戰爭結束後, 皇家方舟號主要擔任運送飛機和作為這些飛機的倉庫船, 以支援白俄羅斯和英國介入俄羅斯內戰期間對裏海和黑海地區的布爾什維克的行動。1920年她還支援皇家空軍的飛機在英國反對索馬里的穆罕默德·阿卜杜拉·哈桑的行動。同年稍候時間這艘船被編入皇家海軍後備隊。1922年在查納克危機期間, 皇家方舟號被重新委託將英國皇家空軍中隊運送到達達尼爾海峽。第二年返國後, 她再次被編入預備役。
1930年皇家方舟號作為訓練艦重新服役, 為訓練水上飛機飛行員和操作飛機彈射器作技術評估。1934年更名為珀伽索斯號, 皇家方舟的名稱讓給當年訂購的標準航空母艦,  並一直作為訓練艦, 直到1939年9月第二次世界大戰開始。在戰爭開始時被分配到本土艦隊承擔了飛機運輸任務,  直到1940年底被修改為操作試製型的戰鬥機彈射船。這種類型的船旨在通過彈射器發射戰鬥機, 為護航提供空中掩護, 保護護航艦艇免受德國長程海上巡邏轟炸機的攻擊。珀伽索斯號擔任這一職務, 直到1941年年中恢復了以前作為訓練艦的職責。這一直持續到1944年初成為了一艘兵營船。該船於1946年底出售, 次年開始改裝為商船。然而, 船主在這個收購過程中因為缺錢而在1949年被她的債權人沒收並賣給拆船商直到1950年底解體。